# Recea, Strășeni
Recea este un sat din raionul Strășeni, Republica Moldova, care se învecinează cu Zubrești, Greblești, Ghelăuza, Codreanca și are peste 2.000 de locuitori, potrivit datelor din 2015.

## Administrație și politică
Componența Consiliului local Recea (11 consilieri), ales la 5 noiembrie 2023, este următoarea:
|  | Partid                                        | Consilieri | Componență | Componență | Componență | Componență | Componență |
|  | --------------------------------------------- | ---------- | ---------- | ---------- | ---------- | ---------- | ---------- |
|  | Partidul Acțiune și Solidaritate              | 5          |            |            |            |            |            |
|  | Partidul Dezvoltării și Consolidării Moldovei | 2          |            |            |            |            |            |
|  | Partidul Liberal Democrat din Moldova         | 1          |            |            |            |            |            |
|  | Platforma Demnitate și Adevăr                 | 1          |            |            |            |            |            |
|  | Candidat independent ANDREI BUGUȘ             | 1          |            |            |            |            |            |
|  | Candidat independent VALENTINA CHEPTENE       | 1          |            |            |            |            |            |